# Joseph Spruyt
Jozef Spruyt, también escrito Joseph Spruyt (Viersel, 25 de febrero de 1943) fue un ciclista belga, que fue profesional entre 1965 y 1975. Durante su carrera deportiva consiguió más de 20 victorias, destacando por encima de todas, las 3 etapas ganadas al Tour de Francia. En esta misma cursa vistió el maillot amarillo durante una etapa en la edición de 1967.

## Palmarés
| 1963 - Kattekoers 1964 - 1 etapa de la Carrera de la Paz - 1 etapa del Tour del Porvenir 1965 - Druivenkoers Overijse - 1 etapa de la París-Niza 1966 - Scheldeprijs Vlaanderen | 1969 - 1 etapa del Tour de Francia 1970 - 1 etapa del Tour de Francia 1971 - Flecha brabançona - 2.º en el Campeonato de Bélgica en Ruta 1974 - 1 etapa del Tour de Francia |

## Resultados en Grandes Vueltas y Campeonato del Mundo
| Carrera         | 1965 | 1966 | 1967 | 1968 | 1969 | 1970 | 1971 | 1972 | 1973 | 1974 | 1975 | 1976 |
| --------------- | ---- | ---- | ---- | ---- | ---- | ---- | ---- | ---- | ---- | ---- | ---- | ---- |
| Giro de Italia  | -    | -    | -    | 48.º | -    | 54.º | -    | 46.º | 42.º | -    | -    | -    |
| Tour de Francia | -    | Ab.  | 47.º | -    | 28.º | 46.º | 44.º | Ab.  | -    | 50.º | Ab.  | -    |
| Vuelta a España | 37.º | -    | 52.º | 10.º | -    | -    | -    | -    | 49.º | -    | -    | -    |
| Mundial en ruta | -    | -    | -    | -    | -    | -    | -    | -    | -    | -    | -    | -    |

-: no participa 

Ab.: abandona